# Broods
Broods — музичний дует з Нельсона, Нова Зеландія. Складається з вокалістки Джорджії Нотт та її старшого брата-мультиінструменталіста Келеба Нотта. Один з їхніх синглів «Bridges» досяг восьмого місця в новозеландському чарті синглів. Дебютом Broods був однойменний мініальбом, що вийшов 30 січня 2014 року, за яким вийшов повноцінний альбом Evergreen 22 серпня 2014 року. Вони отримали 10 нагород на New Zealand Music Awards. 24 червня 2016 року Broods випустили другий альбом Conscious. Третій альбом — Don't Feed the Pop Monster — побачив світ 1 лютого 2019 року.

## Історія

### 2010—2013: Утворення та ранні роки
Обидва з Нельсона, Нова Зеландія, Келеб і Джорджія Нотт виступали разом з дитинства. Вони росли в музикальній сім'ї з трьома іншими родичами й із батьками відвідували весілля й церковні вистави.
Келеб і Джоржія перемогли в конкурсі талантів «Richmond's Got Talent» у 2010 році, бувши підлітками. Під час відвідування коледжу «Garin» вони були членами інді-рок гурту, що переміг в музичному конкурсі Smokefreerockquest у 2011 році. Гурт розпався наприкінці 2012 року, невдовзі після отримання гранту від NZ On Air. Джорджія почала вчити популярну музику в Оклендському університеті. Келеб зі свого боку вивчав промисловий дизайн. Обидва пішли з університету, щоб присвячувати свій час проєкту Broods.
Broods був заснований в Окленді на початку 2013 року. Брат і сестра почали співпрацювати з музичним продюсером Джоелем Літтлом, якого вони зустріли на Smokefreerockquest у 2011 році. Під час обрання назви для групи менеджер запропонував «Broods». Келебу й Джорджії сподобалося подвійне значення, що стосується сім'ї та «зрощування» їхньої музики. Дебютний сингл «Bridges» побачив світ у жовтні 2013 року та отримав 200,000 переглядів на YouTube протягом першого тижня. MTV описав його як «відлуння сумно-веселого синт-попу». Broods підписали договір з Capitol Records для світового загалу та з Polydor для Великої Британії і Європи в грудні 2013 року.

### 2014—2015:BroodsтаEvergreen
Сингл «Bridges» дебютував на восьмому місці в новозеландському чарті синглів у січні 2014 року й був обраний синглом тижня в iTunes Store в лютому 2014 року. Напередодні випуску дебютного мініальбому Broods, опублікованого 30 січня 2014 року, стала доступною до стримінгу пісня «Never Gonna Change». Гурт вперше виступив у США в Голлівуді, Каліфорнія 24 лютого 2014 року разом із Джеймсом Матайо на ударних. Дебют у Великій Британії відбувся в Notting Hill Arts Club у Лондоні 5 березня 2014 року в короткочасному турі з гуртом Haim. Дует здійснив тур Північною Америкою й Австралією в підтримку Еллі Голдінг. Після цього вони повернулися в США й уперше виступили на телебаченні на вечірньому шоу Late Night with Seth Meyers, а також відкрили виступи в турі Сема Сміта.
Дебютний альбом дуету — Evergreen - був випущений 22 серпня 2014 року й одразу посів перше місце в новозеландському рейтингу New Zealand album chart. Також Broods перемогли на церемонії 2014 New Zealand Music Awards як «Група-відкриття року» та були номіновані на позицію «Сингл року» на People's Choice Award. Дует виконав сингл «Four Walls» на вечірньому шоу Conan і виступав на фестивалях Groovin the Moo, Firefly, WayHome, Lollapalooza та Outside Lands. Broods працювали в колабі з австралійським співаком Троєм Сіваном, зробивши та спродюсувавши разом пісню «Ease» з мініальбому 2015 року Wild, а пізніше — з альбому Blue Neighbourhood. На церемонії 2015 New Zealand Music Awards вони отримали «Альбом року» за Evergreen, «Найкращий гурт», «Найкращий поп-альбом» та «Запис року» від Radio Airplay за «Mother & Father».

### 2016—2018:Consciousта сольні проєкти

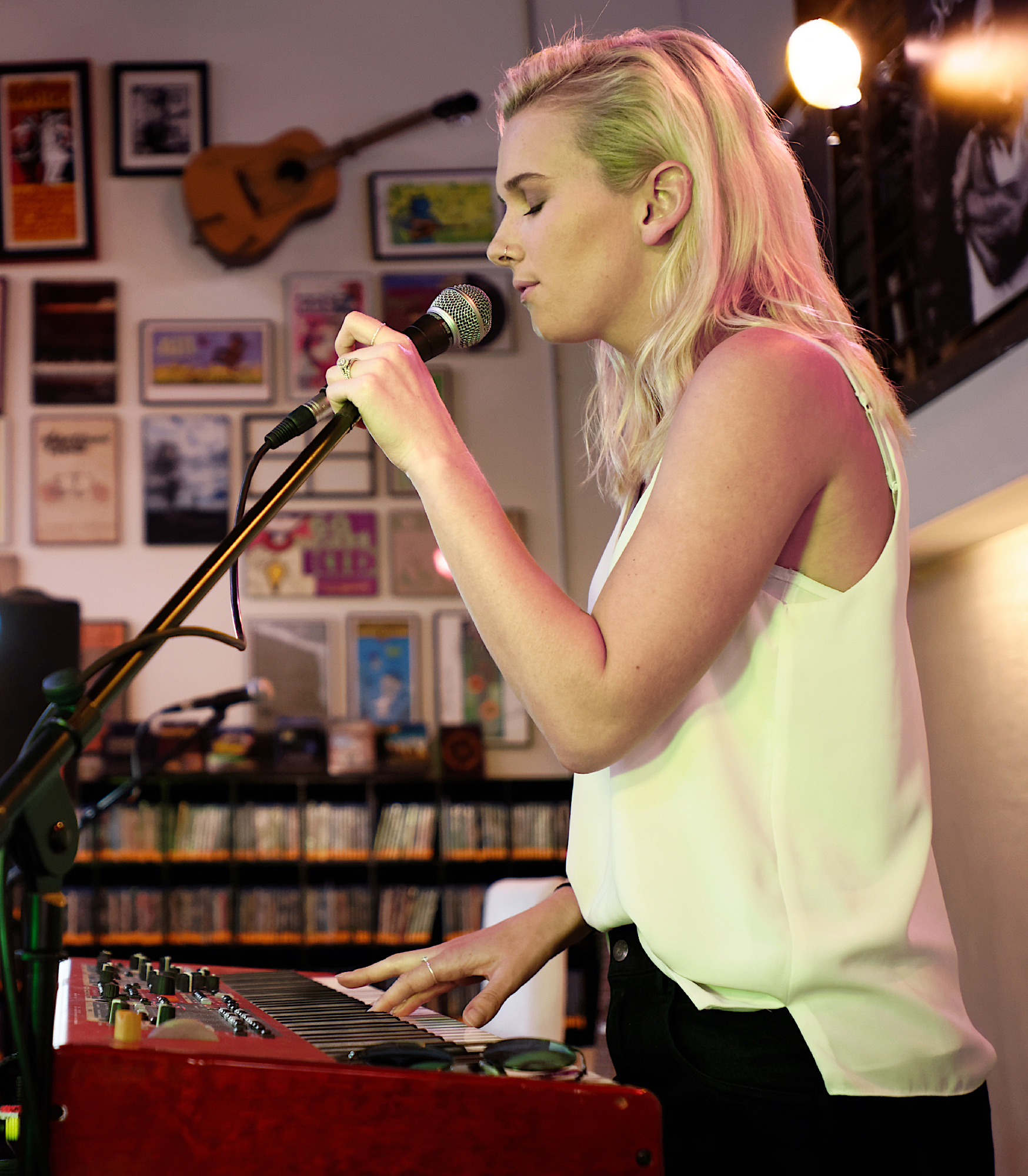
Джорджія Нотт на Fingerprints Music, Лос-Анджелес, Каліфорнія, 2016

Broods одразу почали створювати новий альбом після релізу дебютного. Вони експериментували з доданням «живих» інструментів до їхнього синтезаторного електронного звучання. Перший сингл «Free» вийшов 1 квітня 2016 року, знову в співпраці з Джоелом Літтлом, та мав виражений індастріал-стиль. Другий альбом гурту Conscious побачив світ 24 червня 2016 року й містить колаборації з Lodre та Tove Lo.
Джорджія вийшла заміж за Джейкоба Віблиця в 2016 році. Келеб із Джорджією переїхали до Лос-Анджелеса у квітні 2016 року та відкривали північноамериканську частину туру Еллі Голдінг. Новозеландська акторка Роуз МакАйвер знялася в музичному кліпі їхньої пісні «Heartlines». Протягом середини 2016 року дует мав тур Австралією, Новою Зеландією й Північною Америкою, а в серпні до них приєднався австралійський співак Джарид Джеймс. Кузин Келеба й Джорджії Джонатан Нотт під час туру був ударником. Broods отримали п'ять нагород на New Zealand Music Awards у листопаді й супроводжували Two Door Cinema Club у турі. Також гурт був у турі Європою разом з Tove Lo в березні 2017 року. У січні 2017 року Джорджія випустила сольний альбом The Venus Project. Того ж місяця Келеб випустив сингл «Make Me Feel» під ім'ям Fizzy Milk. Протягом жовтня й листопада Broods відкривали концерти океанійської частини туру Reputation Stadium Tour Тейлор Свіфт.

### 2018-сьогодення:Don't Feed the Pop Monster
8 серпня 2018 року Broods випустили перший сингл третього студійного альбому Don't Feed the Pop Monster під назвою «Peach». Музичний кліп був випущений 5 вересня та дав перший погляд на новий імідж, який Broods збиралися презентувати. Він був створений Джорджією й Келебом після того, як Capitol Records відмовився від них після другого альбому Conscious. Раніше креативне наставлення Broods значною мірою контролювалося лейблом, та зараз вони мали повний контроль над тим, як вони хотіли себе презентувати. Група випустила третій альбом Don't Feed the Pop Monster 1 лютого 2019 року.

## Дискографія
Студійні альбоми
- Evergreen (2014)
- Conscious (2016)
- Don't Feed the Pop Monster (2019)

Мініальбоми
- Broods (2014)

Сингли
- «Bridges» (2014)
- «Never Gonna Change» (2014)
- «Mother & Father» (2014)
- «L.A.F» (2014)
- «Four Walls» (2015)
- «Free» (2016)
- «Heartlines» (2017)
- «Eyes A Mess» (2018)
- «Everything Goes (Wow)» (2018)
- «Hospitalized» (2019)
- «Too Proud» (2019)

## Нагороди і номінації
| Рік  | Нагорода                         | Номінація                                            | Результат | Прим.  |
| ---- | -------------------------------- | ---------------------------------------------------- | --------- | ------ |
| 2014 | APRA Awards (New Zealand)        | Silver Scroll Award – «Bridges»                      | Номінація | [ 44 ] |
| 2014 | New Zealand Music Awards         | Breakthrough Artist of the Year                      | Перемога  | [ 45 ] |
| 2014 | New Zealand Music Awards         | Single of the Year – «Bridges»                       | Номінація | [ 45 ] |
| 2014 | New Zealand Music Awards         | People's Choice Award                                | Номінація | [ 45 ] |
| 2015 | International Dance Music Awards | Best Breakthrough Artist                             | Номінація | [ 46 ] |
| 2015 | New Zealand Music Awards         | Album of the Year – Evergreen                        | Перемога  | [ 47 ] |
| 2015 | New Zealand Music Awards         | Best Group                                           | Перемога  | [ 47 ] |
| 2015 | New Zealand Music Awards         | Best Pop Album                                       | Перемога  | [ 47 ] |
| 2015 | New Zealand Music Awards         | Radio Airplay Record of the Year – «Mother & Father» | Перемога  | [ 47 ] |
| 2016 | MTV Europe Music Awards          | Best New Zealand Act                                 | Перемога  | [ 48 ] |
| 2016 | New Zealand Music Awards         | Album of the Year – Conscious                        | Перемога  | [ 49 ] |
| 2016 | New Zealand Music Awards         | Best Group                                           | Перемога  | [ 49 ] |
| 2016 | New Zealand Music Awards         | Best Pop Album – Conscious                           | Перемога  | [ 49 ] |
| 2016 | New Zealand Music Awards         | People's Choice Award                                | Перемога  | [ 49 ] |
| 2016 | New Zealand Music Awards         | Single of the Year – «Free»                          | Перемога  | [ 49 ] |
| 2019 | APRA Awards (New Zealand)        | Silver Scroll Award – «Dust»                         | Номінація | [ 50 ] |